# Gromek
Gromek – niestandaryzowana część wsi Kaliska w Polsce, położona w województwie mazowieckim, w powiecie węgrowskim, w gminie Łochów.
Rozpościera się wzdłuż ulicy Stawowej, na południe od Kalisk.
Historycznie powiązany z Kaliskami, przynależał do czterech gmin:
- Jadów (gmina)
- Urle (gmina)
- Kamieńczyk (gmina)
- Łochów (gmina)

W latach 1975–1998 miejscowość administracyjnie należała do województwa siedleckiego.